# 穆凱塔山
46°40′31″N 9°43′55″E / 46.67520°N 9.73208°E

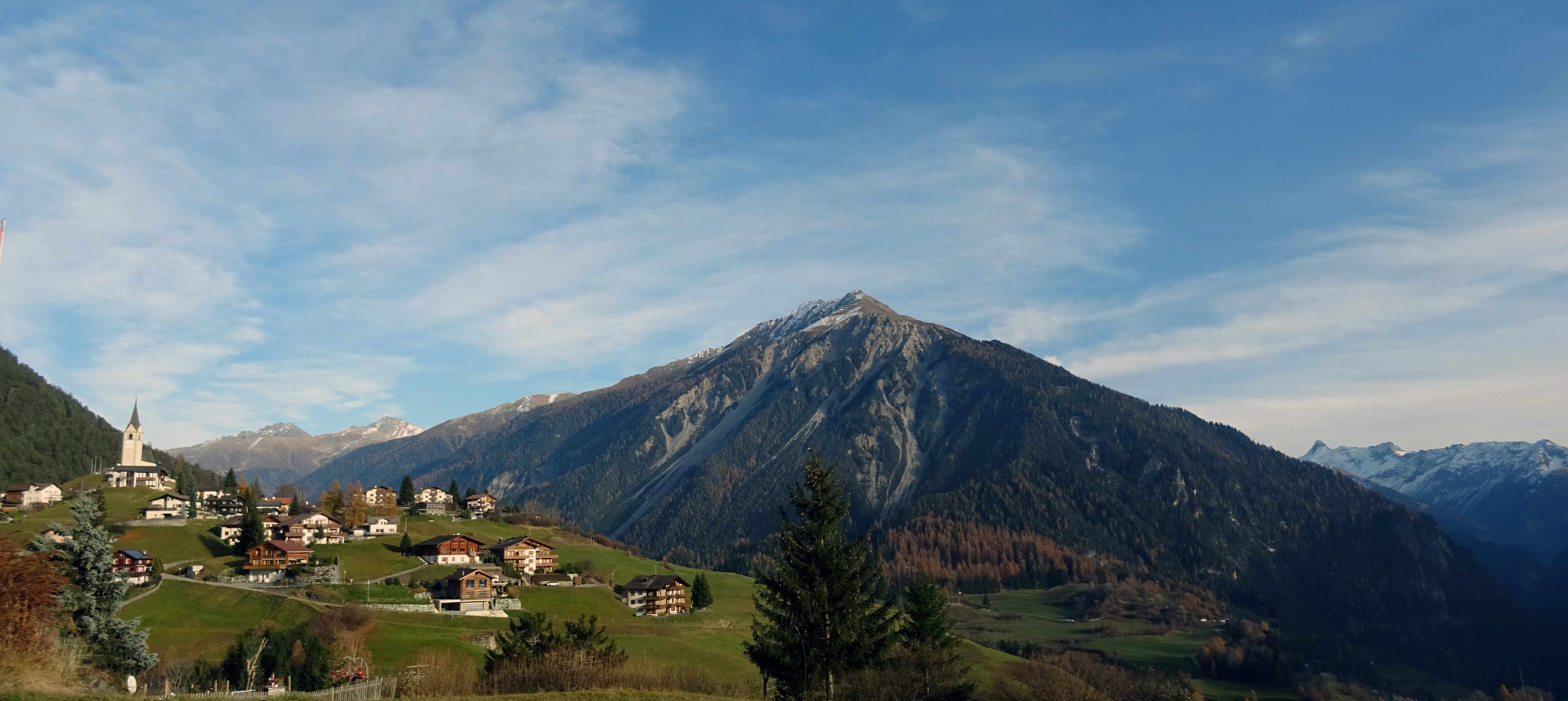

'（Muchetta），是瑞士的山峰，位於該國東南部，由格勞賓登州負責管轄，屬於阿爾布拉山脈的一部分，海拔高度2,623米，每年平均降雨量1,729毫米。